# Phil Spector
Phil Spector, Phillip Harvey Spector, született Harvey Phillip Spector (New York, Bronx, 1939. december 26. – Stockton, Kalifornia, 2021. január 16.)  amerikai zenei producer, dalszerző, a "wall of sound" hangrögzítési technika kitalálója. Karrierje csúcsán, 1960 és ’65 között több mint huszonöt Top 40-es sláger producere, szerzője vagy társszerzője volt, továbbá a női vokálegyüttesek hangzásának úttörője. Később két bírósági tárgyalás miatt vált hírhedtté. Először gyilkosság vádjával, majd gondatlanságból elkövetett emberölésért fogták perbe.
Spectort gyakran nevezik az első univerzális zenei rendezőnek, hiszen nem csak producerként, hanem kreatív igazgatóként is tevékenykedett, megírta és kiválasztotta a dalokat, felügyelte a hangszerelést, vezényelte az énekeseket és session-zenészeket, és irányította a hangfelvételi munka minden fázisát. Spector egyengette az art rock útját, és inspirálta olyan esztétikumközpontú műfajok kiemelkedését, mint a dream pop, a shoegaze, és a noise. Híres női vokálegyüttesei közé tartozott az 1960-as években a The Ronettes és a The Crystals, később pedig ugyanilyen sikeresen dolgozott együtt olyan előadókkal, mint Ike és Tina Turner, John Lennon, vagy a Ramones. Ő volt a Beatles 1970-es Let It Be című albumának, illetve George Harrison és barátai Grammy-díjas The Concert for Bangladesh című 1971-es koncertlemezének producere. Szerepelt Martin Scorsese Élet egy anyagias világban (Living in a Material World) című dokumentumfilmében, amely George Harrison életét mutatja be. Későbbi korok több műfajának előadói is komoly hatásként emlegetik Spector munkásságát.
A zeneipar fejlődéséhez való hozzájárulásának elismeréseként Spectort 1989-ben beiktatták a Rock And Roll Dicsőség Csarnokába. 1997-ben iktatták be a Dalszerzők Dicsőség Csarnokába. Az 1965-ös You've Lost That Lovin' Feelin' című the Righteous Brothers-dalt, melynek producere és társszerzője volt Spector, az amerikai BMI előadói jogvédő iroda a 20. században az amerikai rádiókban legtöbbet játszott dalnak ismerte el. 2004-ben a Rolling Stone magazin 63. helyen rangsorolta "Minden idők 100 legnagyobb előadója" listáján. A Rolling Stone magazin "Minden idők 500 legjobb albuma" listáján három nagylemez szerepel, melynek Spector volt a producere: Presenting the Fabulous Ronettes featuring Veronica (1964), A Christmas Gift for You (1963), és Back to Mono (1991).
2009-ben Spectort elítélték gondatlanságból elkövetett emberölésért. 2003-ban Lana Clarkson színésznőt lelőtték Spector kaliforniai otthonában. Négy évnyi nyomozás után szándékos emberölés vádjával került bíróság elé Spector, de az esküdtszék felmentette. Két évvel később már gondatlanságból elkövetett emberölés volt a vád, és végül 19 év börtönre ítélték. 2021. január 16-án a börtönben hunyt el koronavírus-fertőzés következtében.
Ismert volt a közönség számára, hogy fiatal korától kezdve feltűnő parókákat viselt, amelyeknek a stílusát gyakran váltogatta.

## Fordítás
- Ez a szócikk részben vagy egészben  a   Phil Spector című angol Wikipédia-szócikk fordításán alapul.  Az eredeti cikk szerkesztőit annak laptörténete sorolja fel. Ez a jelzés csupán a megfogalmazás eredetét és a szerzői jogokat jelzi, nem szolgál a cikkben szereplő információk forrásmegjelöléseként.